# 청나라의 티베트 원정
청나라의 티베트 원정은, 청 왕조가 티베트에서 준가르 칸국의 세력을 추방하고 현지에 중국 보호령을 세우기 위해 행한 군사 원정이다. 이때 청의 군대가 라싸(ལྷ་ས་གྲོང་ཁྱེར།)를 점령했으며, 그것은 1912년 청 왕조가 멸망할 때까지 지속되었던 청나라의 티베트 지배의 시작을 의미하는 것이기도 하였다.

## 역사
코슈트의 왕공 구시 칸은 위창의 왕공을 쓰러뜨리고 1642년에 티베트 고원에 코슈트 칸국을 세웠다. 겔룩파 티베트 불교의 주된 후원자로서 그는 같은 해에 간덴 포드랑으로 알려진 정권을 세운 제5대 달라이 라마를 티베트에서 가장 높은 정신적, 정치적 권위자로 추대하였다. 체왕 랍탄의 준가르 칸국은 1717년에 티베트를 침공하고 코슈트 칸국의 마지막 통치자였던 라 브장 칸의 달라이 라마 지위를 참칭한 예셰갸초를 해임하고 라 브장 칸과 그의 가족 전체를 죽였다. 그들은 또한 1718년에 청나라의 강희제가 전통적인 무역로를 개척하기 위해 보낸 소규모 부대를 살윈 강 전투에서 격파한다. 이에 맞서 강희제가 보낸 원정대는 위창의 폴라나스와 서부 티베트의 지배자 캉체나스(겐지니라고도 함)가 지휘하는 티베트 군대와 함께 1720년에 티베트에서 준가르를 추방하는 데 일조하였다.
그러나 코슈트와 준가르를 티베트에서 몰아낸 청은 새로이 제7대 달라이 라마로 당시 명망이 높던 켈장 갸초를 세우고 3,000명의 수비대를 라싸에 남겨 두었다. 시간이 흐르면서 청은 그들 스스로를 티베트의 지배자로 간주하게 되었고 티베트는 만주족의 보호령이 되었다. 청은 5대 달라이 라마 통치 이후 라사에 존재하고 있던 현지인 정부를 없애고 1721년 카샤그로 알려진 티베트 의회를 만들었다. 이 의회는 라싸에 주둔하고 있던 청의 수비대 사령관의 긴밀한 감독 아래 티베트를 통치하기 위한 것이었으며, 특히 청의 이익과 관련된 문제에서 으레 카샤그의 결정을 방해하곤 하였다. Khangchenné는 청의 지배 아래서 카샤그를 이끄는 최초의 통치자가 될 것이었다. 이것은 1912년 청 왕조가 무너질 때까지 지속된 청의 티베트 지배기의 시작이었다.
라싸뿐 아니라 바탕(འབའ་ཐང་), Dartsendo, 자리(ལྷ་རི་རྫོང་།), 창두(ཆབ་མདོ་གྲོང་ཁྱེར།) 및 리탕(ལི་ཐང་རྫོང་།)과 같은 여러 장소에, 청의 준가르 원정 기간 동안 청의 군사들이 배치되었고 녹영과 팔기 모두 준가르와의 전쟁 당시 티베트 지역에서 싸운 청군의 일부였다. 사천 지역의 사령관 악종기(악비의 후손)가 라싸에 처음 입성한 것은 사천로의 2000명의 녹영군과 1,000명의 팔기가 라싸를 점령했을 때였다고 한다. 마크 C. 엘리엇(Mark C. Elliott)에 따르면, 1728년 이후 청 왕조는 티베트에 주둔하는 병력으로써 팔기군이 아닌 녹영을 배치하였다. 에벌린 로스키(Evelyn S. Rawski)에 따르면 녹영과 팔기가 공동으로 티벳에서 청 왕조의 주둔 수비대를 구성하고 있었다. 사빈 다빙하우스(Sabine Dabringhaus)에 따르면, 1,300명이 넘는 녹영 소속 한족 군인들이 청 왕조에 의해 티베트에 배치되었으며, 이는 3,000명의 강력한 티베트 군대를 지원하기 위한 것이었다.

## 같이 보기
- 청나라의 티베트 지배
- 내륙 아시아에서의 청나라
- 청나라-준가르 전쟁
- 몽골의 티베트 정복
- 살윈 강 전투
- 중국의 티베트 원정 (1910년)
- 영국의 티베트 원정대